# Renault 4CV
Renault 4CV byl malý osobní automobil vyráběný francouzským podnikem Renault v letech 1947 až 1961. Bylo vyrobeno více než milion vozů.

## Historie
Vlivem kolegů vyráběl Louis Renault od roku 1937 svůj první model nižší střední třídy Renault Juvaquatre – napodobující vůz Opel Olympia včetně samonosné karoserie, a nebyl o něj dlouho velký zájem. Ani po zhlédnutí lidového vozu Volkswagen na Berlínském autosalonu v únoru 1939 tedy nebyl přesvědčen o potřebě široce dostupného modelu. O návrzích podobného vozu Renault v projektu z roku 1940 tak nebyl informován. Pokračovalo se v něm tajně i při německé okupaci. Návrh karoserie pochází od Roberta Barthauda.
Poválečné obvinění Louise Renaulta z kolaborace, jeho záhadná smrt ve vazbě, rychlé znárodnění podniku a jmenování státní správy usnadnilo odzkoušení prototypů a představení na Pařížském autosalonu v říjnu 1946.
O Renault 4CV byl obrovský zájem. Měl lehkou samonosnou karoserii, čtyřválcový řadový motor umístěný vzadu, třístupňovou převodovku a neobvykle výhodný poměr hmotnosti a prostoru. Byl dlouhý pouze 3,66 m a získal si značnou oblibu zejména ve městech. Sedadla vpředu byla snadno přístupná otvíráním předních dveří dozadu. Při výrobě vozů se poprvé využily automatizované výrobní způsoby. Počáteční modely byly většinou nastříkány pískově žlutou barvou z přebytečných zásob pro německý Afrikakorps a vůz získal přezdívku „hrouda másla“, které připomínal i tvarem.

## Technická data
| Výroba                   | Objem válce | Výkon                          | Točivý moment            | Maximální rychlost | Spotřeba     |
| ------------------------ | ----------- | ------------------------------ | ------------------------ | ------------------ | ------------ |
| 1947–1953                | 760 cm3     | 13 kW (17 k) při 3 500 ot./min | 180 Nm při 1 500 ot./min | 95 km/h            | 5.7 l/100 km |
| 1949–1961                | 747 cm3     | 15 kW (21 k) při 4 200 ot./min | 180 Nm při 4 200 ot./min | 103 km/h           | 6.5 l/100 km |
| 1950 (závodní 4CV R1063) | 747 cm3     | 26 kW (35 k) při 5 500 ot./min |                          | 125 km/h           |              |

## ČSSR
Model 4CV zestátněné francouzské automobilky se v socialistickém Československu stal prvním dováženým západním osobním vozem. Od roku 1956 byl prodáván na pořadník s velmi dlouhým čekáním a vinkulací částky dopředu ve prospěch státního podniku Mototechna.

## Nástupci

### Renault Dauphine
Od března 1956 doplnil 4CV koncepčně shodný nižší, větší a těžší Renault Dauphine, který využíval co nejvíce dílů 4 CV. Měl modernější karoserií bez vystupujících blatníků a uchycení předních dveří bezpečněji také vpředu. S motorem se zvětšeným vrtáním válce, objemem 845 cm3 a výkonem 20 kW dosahoval maximální rychlost 112 km/h. V Československu sloužil jako měřítko pro vyvíjený "Nový osobní vůz" Škoda 1000 MB.

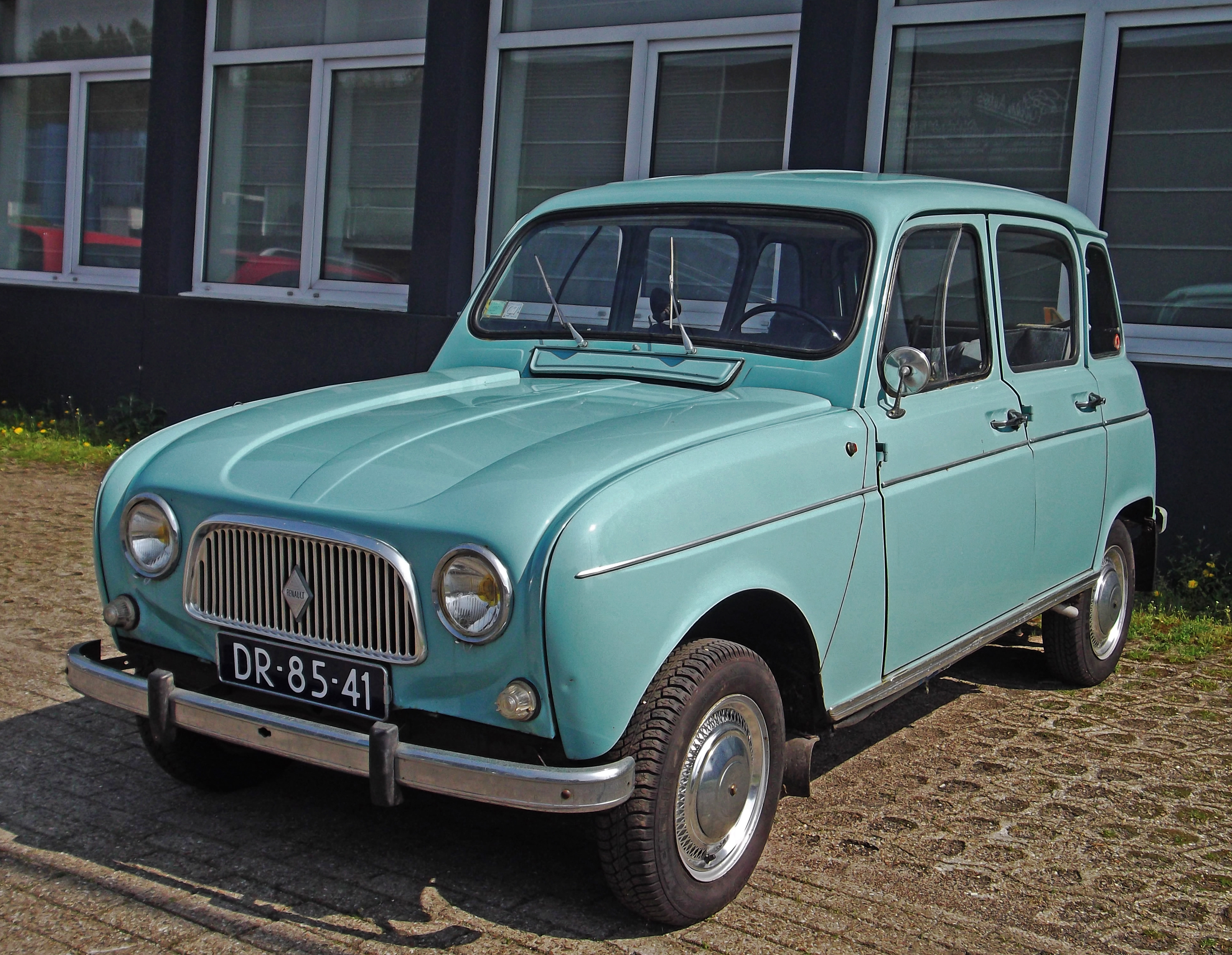
Renault 4

### R4
Levným náhradníkem 4CV byl od srpna 1961 Renault 4. Konkuroval venkovskému modelu Citroën 2CV, kterého v mnohém napodobil – měl karoserii s plošinovým rámem, vpředu obráceně umístěnou pohonnou soustavu 4CV a pohon předních kol. Motor o výkonu 20 kW (27,6 k) dovoloval maximální rychlost 106 km/h. Ve Francii v letech 1961–1962 prodávané nejlevnější provedení neslo označení R3, mělo motor se zmenšeným vrtáním o objemu 603 cm3, výkonu 16 kW (22,5 k) a dosahovalo 90 km/h.

## Fotografie

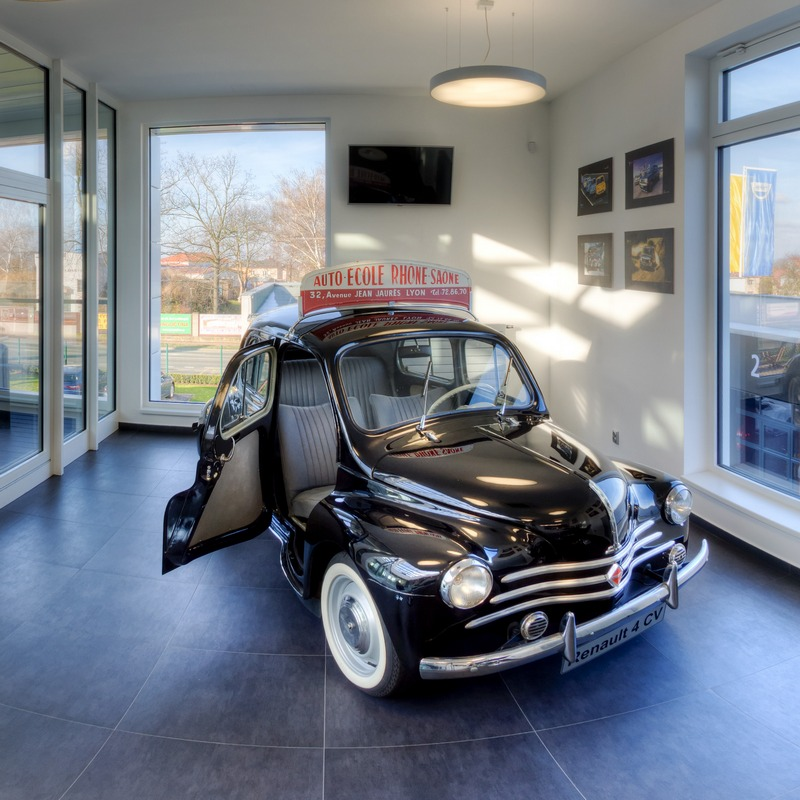
Renault 4 CV v autosalonu Auto Kout Centrum – interiér ve 3D